# كريستوفر ستانلي
كريستوفر ستانلي (بالإنجليزية: Christopher Stanley) هو ممثل أمريكي، ولد في القرن 20 في بروفيدنس في الولايات المتحدة. من الجوائز التي نالها جائزة نقابة ممثلي الشاشة لأفضل أداء جماعي في مسلسل درامي عن عمل رجال ماد سنة 2010.

## أعمال

### أفلام
- (2012) 30 دقيقة بعد منتصف الليل[3]
- (2012) آرغو

### مسلسلات
- 24
- اكذب علي
- الملفات الغامضة
- رجال ماد

## جوائز وترشيحات
جوائز
- جائزة نقابة ممثلي الشاشة لأفضل أداء جماعي في مسلسل درامي، عن عمل: رجال ماد (2010)

ترشيحات
- جائزة نقابة ممثلي الشاشة لأفضل أداء جماعي في مسلسل درامي، عن عمل: رجال ماد (2011)

## وصلات خارجية
- كريستوفر ستانلي على موقع IMDb (الإنجليزية)
- كريستوفر ستانلي على موقع ألو سيني (الفرنسية)
- كريستوفر ستانلي على موقع أول موفي (الإنجليزية)
- كريستوفر ستانلي على موقع قاعدة بيانات الفيلم (الإنجليزية)
- كريستوفر ستانلي على موقع كينوبويسك (الروسية)